# 2024年國際少年運動會中華台北代表團
2024年國際少年運動會中華台北代表團是中華民國（台灣）以“中華台北”名義，參與在墨西哥萊昂市舉行的2024年國際少年運動會，本屆分為台北市代表隊、新北市代表隊、花蓮縣代表隊、雲林縣代表隊，總計64名選手參賽，最終獲得24金22銀18銅，總共64面獎牌。

## 獎牌統計

### 代表隊統計
| 代表隊         | 金牌 | 銀牌 | 銅牌 | 總數 |
| -------------- | ---- | ---- | ---- | ---- |
| 中華民國新北市 | 11   | 6    | 8    | 25   |
| 中華民國台北市 | 9    | 10   | 5    | 24   |
| 中華民國雲林縣 | 3    | 4    | 3    | 10   |
| 中華民國花蓮縣 | 1    | 2    | 2    | 5    |

### 獎牌項目
| 項目   | 金牌 | 銀牌 | 銅牌 | 總數 |
| ------ | ---- | ---- | ---- | ---- |
| 田徑   | 9    | 7    | 5    | 21   |
| 游泳   | 8    | 10   | 10   | 28   |
| 跆拳道 | 4    | 4    | 3    | 11   |
| 網球   | 2    | 1    | 0    | 3    |
| 籃球   | 1    | 0    | 0    | 1    |

### 獎牌得主
| 獎牌 | 運動員                      | 運動   | 項目                    | 代表隊伍 |
| ---- | --------------------------- | ------ | ----------------------- | -------- |
| 金牌 | 張文旗                      | 田徑   | 男子100公尺跨欄         | 新北市   |
| 金牌 | 林子婕                      | 田徑   | 女子80公尺跨欄          | 新北市   |
| 金牌 | 林子婕 徐靖閔 劉彧絜 曾子筠 | 田徑   | 女子4x100公尺接力       | 新北市   |
| 金牌 | 林子婕 張文旗 邱毅安 徐靖閔 | 田徑   | 混合4x100公尺接力       | 新北市   |
| 金牌 | 張文旗                      | 田徑   | 男子跳遠                | 新北市   |
| 金牌 | 黃凱倫                      | 田徑   | 男子跳高                | 台北市   |
| 金牌 | 許棟樑                      | 田徑   | 男子標槍                | 新北市   |
| 金牌 | 李健嘉                      | 田徑   | 男子鉛球                | 雲林縣   |
| 金牌 | 周苡蓁                      | 田徑   | 女子鉛球                | 花蓮縣   |
| 金牌 | 林芷妍                      | 游泳   | 女子50公尺仰式          | 新北市   |
| 金牌 | 林芷妍                      | 游泳   | 女子100公尺仰式         | 新北市   |
| 金牌 | 趙婕涵                      | 游泳   | 女子200公尺仰式         | 台北市   |
| 金牌 | 甘泳承                      | 游泳   | 男子200公尺蝶式         | 台北市   |
| 金牌 | 黃育騰                      | 游泳   | 男子200公尺仰式         | 台北市   |
| 金牌 | 黃育騰                      | 游泳   | 男子200公尺混合式       | 台北市   |
| 金牌 | 蘇柏陵                      | 游泳   | 男子400公尺自由式       | 新北市   |
| 金牌 | 温楚庭 李宜庭 趙婕涵 郭宥辰 | 游泳   | 女子4x100公尺混合式接力 | 台北市   |
| 金牌 | 高子喬 林念臻 郭螢螢 張雨曈 | 籃球   | 女子三對三籃球          | 台北市   |
| 金牌 | 高芷涵 陳晴瀅               | 網球   | 女子雙打                | 台北市   |
| 金牌 | 高芷涵                      | 網球   | 女子單打                | 台北市   |
| 金牌 | 周泰盛                      | 跆拳道 | 男子68公斤級            | 新北市   |
| 金牌 | 林立羽                      | 跆拳道 | 女子59公斤級            | 新北市   |
| 金牌 | 沈旻靜                      | 跆拳道 | 女子55公斤級            | 雲林縣   |
| 金牌 | 陳思岑                      | 跆拳道 | 女子68公斤級            | 雲林縣   |
| 銀牌 | 邱毅安                      | 田徑   | 男子標槍                | 新北市   |
| 銀牌 | 曾子筠                      | 田徑   | 女子跳高                | 新北市   |
| 銀牌 | 王誠宇                      | 田徑   | 男子1500公尺            | 新北市   |
| 銀牌 | 劉彧絜                      | 田徑   | 女子400公尺             | 新北市   |
| 銀牌 | 朱兆豐                      | 田徑   | 男子100公尺             | 雲林縣   |
| 銀牌 | 黃凱倫                      | 田徑   | 男子跳遠                | 台北市   |
| 銀牌 | 陳昊                        | 田徑   | 男子鉛球                | 花蓮縣   |
| 銀牌 | 林芷妍                      | 游泳   | 女子50公尺蝶式          | 新北市   |
| 銀牌 | 林芷妍                      | 游泳   | 女子100公尺蝶式         | 新北市   |
| 銀牌 | 黃育騰                      | 游泳   | 男子50公尺仰式          | 台北市   |
| 銀牌 | 黃育騰                      | 游泳   | 男子100公尺仰式         | 台北市   |
| 銀牌 | 甘泳承                      | 游泳   | 男子100公尺蝶式         | 台北市   |
| 銀牌 | 温楚庭                      | 游泳   | 女子50公尺仰式          | 台北市   |
| 銀牌 | 李宜庭                      | 游泳   | 女子200公尺蛙式         | 台北市   |
| 銀牌 | 趙婕涵                      | 游泳   | 女子200公尺蝶式         | 台北市   |
| 銀牌 | 趙婕涵                      | 游泳   | 女子200公尺混合式       | 台北市   |
| 銀牌 | 趙婕涵                      | 游泳   | 女子400公尺自由式       | 台北市   |
| 銀牌 | 陳晴瀅                      | 網球   | 女子單打                | 台北市   |
| 銀牌 | 翁子浩                      | 跆拳道 | 男子51公斤級            | 雲林縣   |
| 銀牌 | 謝承翰                      | 跆拳道 | 男子63公斤級            | 雲林縣   |
| 銀牌 | 周延叡                      | 跆拳道 | 男子73公斤級            | 雲林縣   |
| 銀牌 | 張紫芸                      | 跆拳道 | 女子68公斤以上級        | 花蓮縣   |
| 銅牌 | 何函霓 潘芸儒 黃凱倫 羅泓鈞 | 田徑   | 混合4x100公尺接力       | 台北市   |
| 銅牌 | 邱毅安                      | 田徑   | 男子100公尺             | 新北市   |
| 銅牌 | 蘇翊涵                      | 田徑   | 女子100公尺             | 雲林縣   |
| 銅牌 | 許棟樑                      | 田徑   | 男子鉛球                | 新北市   |
| 銅牌 | 巫品言                      | 田徑   | 女子標槍                | 台北市   |
| 銅牌 | 林芷妍 林芷妤 吳瑞宇 蘇柏陵 | 游泳   | 混合4x100公尺接力       | 新北市   |
| 銅牌 | 吳瑞宇                      | 游泳   | 男子50公尺蛙式          | 新北市   |
| 銅牌 | 吳瑞宇                      | 游泳   | 男子100公尺蛙式         | 新北市   |
| 銅牌 | 吳瑞宇                      | 游泳   | 男子200公尺蛙式         | 新北市   |
| 銅牌 | 林芷妤                      | 游泳   | 女子200公尺蝶式         | 新北市   |
| 銅牌 | 蔡詠翎                      | 游泳   | 女子200公尺混合式       | 新北市   |
| 銅牌 | 李宜庭                      | 游泳   | 女子100公尺蛙式         | 台北市   |
| 銅牌 | 温楚庭                      | 游泳   | 女子100公尺仰式         | 台北市   |
| 銅牌 | 甘泳承                      | 游泳   | 男子200公尺自由式       | 台北市   |
| 銅牌 | 鄭翔予                      | 游泳   | 男子200公尺蝶式         | 花蓮縣   |
| 銅牌 | 林慈茵                      | 跆拳道 | 女子46公斤級            | 雲林縣   |
| 銅牌 | 陳壬胥                      | 跆拳道 | 男子55公斤級            | 雲林縣   |
| 銅牌 | 范鈞為                      | 跆拳道 | 男子63公斤級            | 花蓮縣   |

## 代表團名單

### 台北市代表團
游泳
- 選手：黃育騰、甘泳承、趙婕涵、温楚庭、李宜庭、郭宥辰

田徑
- 選手：黃凱倫、巫品言、何函霓、潘芸儒、羅泓鈞、曾子瑀

網球
- 選手：高芷涵、陳晴瀅

籃球
- 選手：高子喬、林念臻、郭螢螢、張雨曈

### 新北市代表團
游泳
- 選手：蘇柏陵、吳瑞宇、蔡詠翎、林芷妍、林芷妤

田徑
- 選手：王誠宇、張文旗、邱毅安、許棟樑、徐靖閔、劉彧絜、曾子筠、楊璿、林子婕

網球
- 選手：沈康廷、曾妍蓉

跆拳道
- 選手：周泰盛、林立羽

### 雲林縣代表團
田徑
- 選手：李健嘉、朱兆豐、蘇翊涵、葉倚卉、黃建芳、蔡羽恩、李涔瑜、韓宥琪、沈思妤、張恩瑄

跆拳道
- 選手：沈旻靜、陳思岑、翁子浩、謝承翰、周延叡、陳壬胥、林慈茵、沈品坊

### 花蓮縣代表團
游泳
- 選手：蔡宜綸、鄭祥予、王羿云、田咫函

田徑
- 選手：陳昊、蘇邵庭、周苡蓁、徐唯宸

跆拳道
- 選手：范鈞為、張紫芸